# Kougsabla
Kougsabla är en ort i Burkina Faso.   Den ligger i provinsen Province du Bam och regionen Centre-Nord, i den centrala delen av landet, 100 km norr om huvudstaden Ouagadougou. Kougsabla ligger 327 meter över havet och antalet invånare är 1 317.
Terrängen runt Kougsabla är platt. Närmaste större samhälle är Kongoussi, 6,4 km norr om Kougsabla.
Trakten runt Kougsabla består i huvudsak av gräsmarker. Runt Kougsabla är det ganska tätbefolkat, med 80 invånare per kvadratkilometer.